# Артеміо Франкі
Арте́міо Фра́нкі (італ. Artemio Franchi, нар. 8 січня 1922, Флоренція, Тоскана, Королівство Італія — пом. 12 серпня 1983, Сієна, Тоскана, Італія) — італійський футбольний функціонер.

## Біографія
Народився у Флоренції в січні 1922 року.
У 1943—1944 воював в італійській армії, після війни працював виконавчим директором у фірмі Angelo Bruzzi.
З 1960-х років став працювати спортивним менеджером «Фіорентини».
У 1967—1976 рр. і 1978—1980 рр. був Президентом Федерації Футболу Італії, в 1972—1983 рр. він очолював УЄФА, а в 1974—1983 рр. був членом Виконавчого Комітету ФІФА.
12 серпня 1983 загинув в автомобільній катастрофі біля Сієни. На його честь названі стадіони у Флоренції і Сієні. Також в 1985 р. і в 1993 р. проводився Кубок Артеміо Франкі